# Dukinfield
Dukinfield és una localitat situada al comtat de Gran Manchester, a Anglaterra (Regne Unit), amb una població estimada a mitjans de 2016 de 21.139 habitants.
Està ubicada al sud de la regió Nord-oest d'Anglaterra, prop de la frontera amb les regions de Yorkshire i Humber i Midlands de l'Est, i de la ciutat de Manchester —la capital del comtat.
Hi han nascut personalitats com Wayne Griffiths, Ronnie Hazlehurst, Cyril Cartwright i Tony Brooks.